# Rajd Madery 2000
Rajd Madery 2000 (41. Rali Vinho da Madeira) – 41. edycja rajdu samochodowego Rajd Madery rozgrywanego w Portugalii. Rozgrywany był od 3 do 5 sierpnia 2000 roku. Była to trzydziesta druga runda Rajdowych Mistrzostw Europy w roku 2000 (rajd miał najwyższy współczynnik – 20) oraz szósta runda Rajdowych Mistrzostw Portugalii.

## Klasyfikacja rajdu
| Miejsce                            | Kierowca                     | Pilot                        | Samochód                     | Czas                         | Strata                       |                              |
| Klasyfikacja generalna i ERC       | Klasyfikacja generalna i ERC | Klasyfikacja generalna i ERC | Klasyfikacja generalna i ERC | Klasyfikacja generalna i ERC | Klasyfikacja generalna i ERC | Klasyfikacja generalna i ERC |
| ---------------------------------- | ---------------------------- | ---------------------------- | ---------------------------- | ---------------------------- | ---------------------------- | ---------------------------- |
| 1.                                 | Piero Liatti                 | Carlo Cassina                | Subaru Impreza S5 WRC '99    | 2:57:37.5                    | 0.0                          |                              |
| 2.                                 | Henrik Lundgaard             | Jens-Christian Anker         | Toyota Corolla WRC           | 2:58:05.2                    | +27.7                        |                              |
| 3.                                 | Bruno Thiry                  | Stéphane Prévot              | Citroën Xsara Kit Car        | 2:58:09.7                    | +32.2                        |                              |
| 4.                                 | Andrea Dallavilla            | Danilo Fappani               | Subaru Impreza S5 WRC '99    | 2:59:31.8                    | +1:54.3                      |                              |
| 5.                                 | Vítor Sá                     | Ornelas Camacho              | Subaru Impreza S5 WRC '98    | 3:01:03.8                    | +3:26.3                      |                              |
| 6.                                 | Rui Madeira                  | Fernando Prata               | Seat Cordoba WRC Evo2        | 3:01:38.7                    | +4:01.2                      |                              |
| 7.                                 | Kris Princen                 | Dany Colebunders             | Renault Mégane Maxi          | 3:04:12.1                    | +6:34.6                      |                              |
| 8.                                 | Enrico Bertone               | Massimo Chiapponi            | Ford Escort WRC              | 3:04:43.1                    | +7:05.6                      |                              |
| 9.                                 | Américo Campos               | João Vieira                  | Peugeot 306 Maxi             | 3:06:19.1                    | +8:41.6                      |                              |
| 10.                                | Bert de Jong                 | Theo Badenberg               | Subaru Impreza S5 WRC '98    | 3:07:25.4                    | +9:47.9                      |                              |
| Klasyfikacja mistrzostw Portugalii |                              |                              |                              |                              |                              |                              |
| 1.                                 | Vítor Sá                     | Ornelas Camacho              | Subaru Impreza S5 WRC '98    | 3:01:03.8                    | 0.00                         |                              |
| 2.                                 | Rui Madeira                  | Fernando Prata               | Seat Cordoba WRC Evo2        | 3:01:38.7                    | +34.9                        |                              |
| 3.                                 | Américo Campos               | João Vieira                  | Peugeot 306 Maxi             | 3:06:19.1                    | +5:15.3                      |                              |